# إي جيه 200
إي جيه 200 (بالإنجليزية: Eurojet EJ200): هو محرك توربيني مروحي عسكري، من صناعة ائتلاف يوروجت توربو. يستخدم في المقاتلة الأوربية المتقدمة من طراز يوروفايتر تايفون. ويستند إلى حد كبير على محرك رولز رويس جي أكس -40 (XG-40) الاختباري والذي تم تطويره في الثمانينات.

## التطبيقات
- يوروفايتر تايفون
- Bloodhound SSC

## المواصفات
البيانات من رولز رويس بي إل سي 
الخصائص العامة
- نوع: محرك توربيني مروحي
- الطول: 157 بوصة (4.0 م)
- القطر: 29 بوصة (0.737 م)
- الوزن الجاف: 2180 رطل (989 كجم)

مكونات

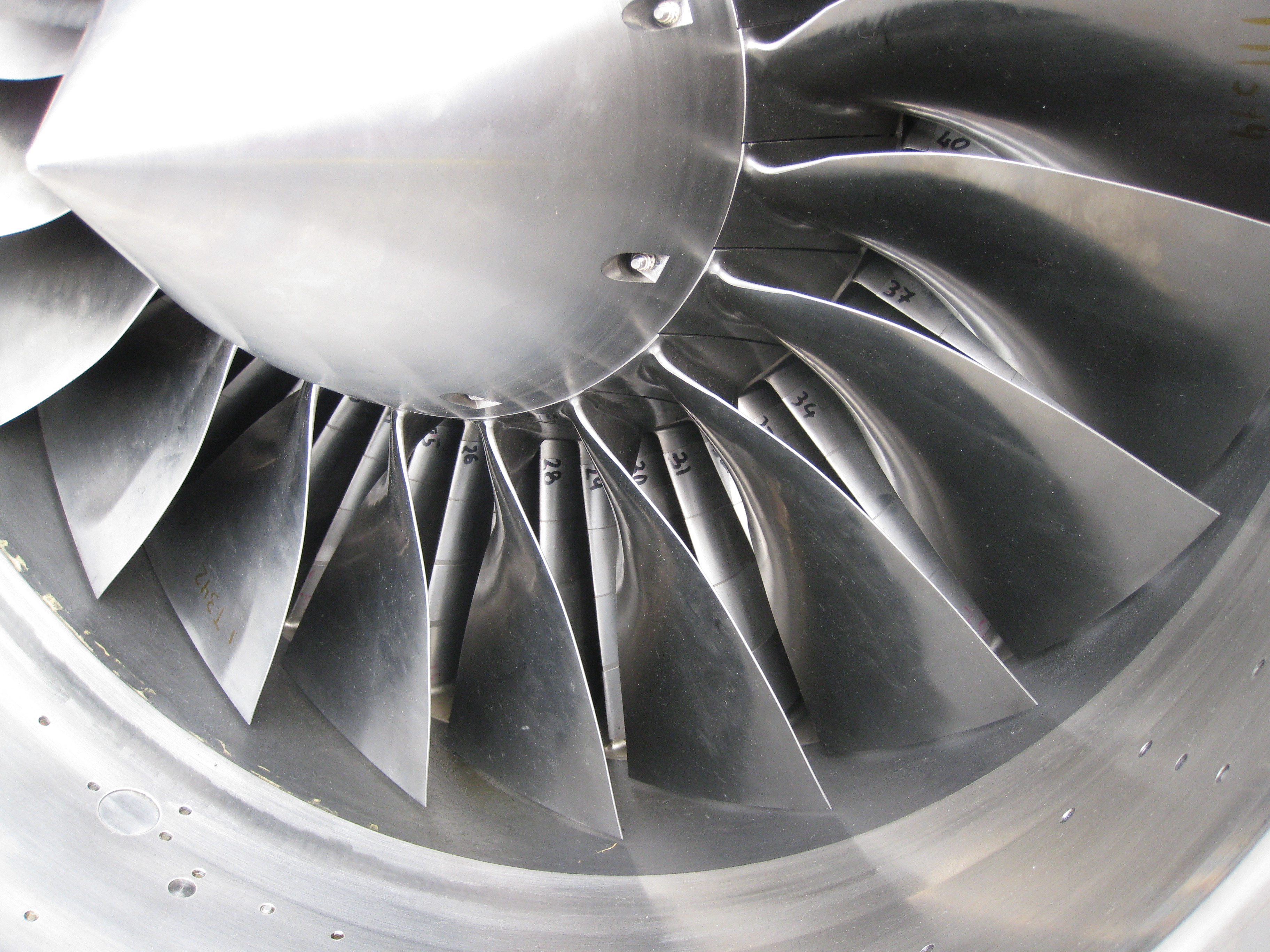
مدخل الضاغط، ويظهر كل من الدوار والجزء الثابت من الشفرات

- ضاغط: 3 مراحل ضغط منخفض، 5 مراحل ضغط عالي
- الاحتراق : حلقي
- التوربين: مرحلة واحدة ضغط منخفض، المرحلة مرحلة واحدة ضغط عالي

أداء

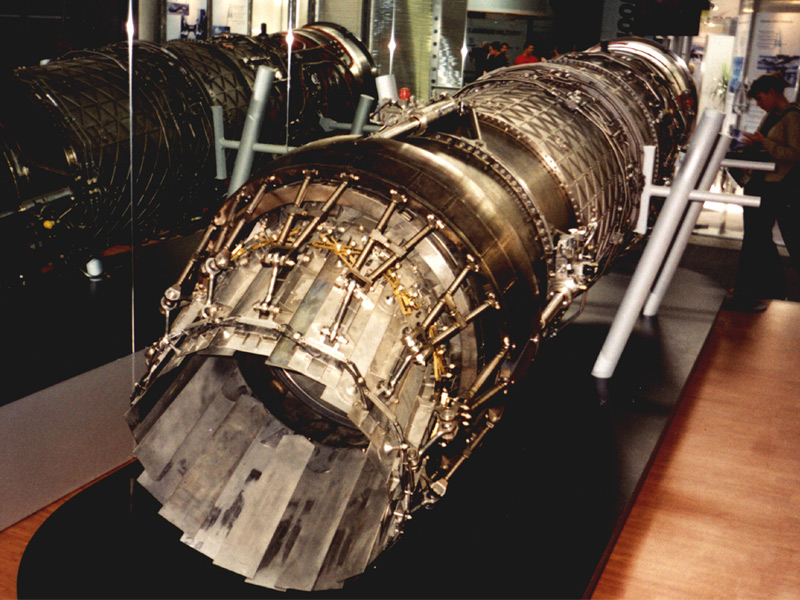
محرك إي جيه 200

- أقصى قوة دفع : 13,500 رطل (60 كيلو نيوتن) دفع جاف / 20,250 رطل (90 كيلو نيوتن) مع حراق لاحق [3]
- نسبة التجاوز: 0.4:1
- نسبة الضغط الكلي: 26:1
- درجة حرارة مدخل التوربينات : 1,800 K
- محددة استهلاك الوقود : 21 جم / KNS فحوى الجافة / 47 ز / KNS مع تسخين
- نسبة قوة الدفع إلى الوزن : 9.175:1 (مع تسخين)

## قوائم ذات صلة
- قائمة محركات الطائرات

## وصلات خارجية
- الموقع الرسمي: يوروجت توربو
- رولز رويس إي جيه 200
- مواصفات إي جيه 200
- يوروجت توربو تعرض محركها إي جيه 200 للطائرة الهندية المقاتلة الخفيفة من طراز تيجاس